# Abutilon guineense
Abutilon guineense är en malvaväxtart som först beskrevs av Heinrich Christian Friedrich Schumacher, och fick sitt nu gällande namn av Baker f. och Exell. Abutilon guineense ingår i släktet klockmalvor, och familjen malvaväxter. Utöver nominatformen finns också underarten A. g. forrestii.